# المفوضية العليا للحلفاء
تم إنشاء المفوضية العليا للحلفاء (والمعروفة أيضًا باسم المفوضية العليا لألمانيا المحتلة، HICOG ؛ في ألمانيا Allierte Hohe Kommission AHK ) من قبل الولايات المتحدة والمملكة المتحدة وفرنسا بعد انهيار مجلس مراقبة الحلفاء عام 1948 لتنظيم و الإشراف على تطوير جمهورية ألمانيا الاتحادية المنشأة حديثاً (ألمانيا الغربية).

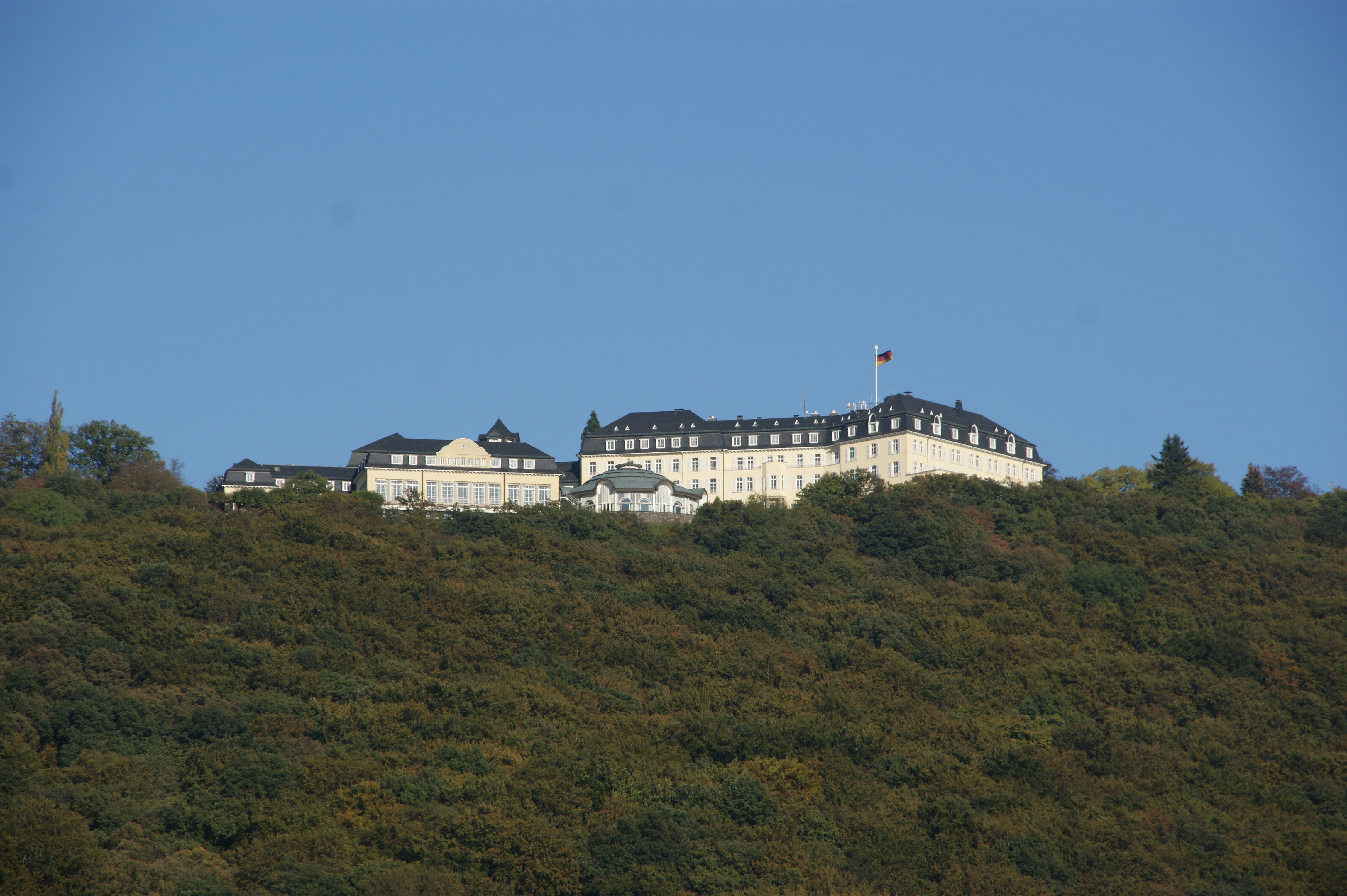
بيترسبرغ

أخذت اللجنة مقعدها في فندق Petersberg بالقرب من بون وبدأت أعمالها في 21 سبتمبر 1949. توقفت عن العمل بموجب شروط اتفاقية بون - باريس، في 5 مايو 1955. 
حدد قانون الاحتلال صلاحيات الحلفاء الغربيين تجاه الحكومة الألمانية، وحافظ على الحق في التدخل في المجالات ذات الأهمية العسكرية والاقتصادية والسياسة الخارجية. تم تنقيح هذه الحقوق في اتفاقية Petersberg بعد عدة أسابيع. 
مع إنشاء الجمهورية الاتحادية وتأسيس المفوضية العليا، تم إلغاء منصب الحكام العسكريين. بدلاً من ذلك، قام كل من الحلفاء الغربيين الثلاثة بتعيين المفوض السامي. 

## كبار المفوضين
| بلد                        | اسم                   | فترة                            |
| -------------------------- | --------------------- | ------------------------------- |
| وصلة=\|حدود France         | أندريه فرانسوا بونسيت | 21 سبتمبر 1949 - 5 مايو 1955    |
| وصلة=\|حدود United Kingdom | السير براين روبرتسون  | 21 سبتمبر 1949 - 24 يونيو 1950  |
| وصلة=\|حدود United Kingdom | سيدي ايفون كيركباتريك | 24 يونيو 1950 - 29 سبتمبر 1953  |
| وصلة=\|حدود United Kingdom | السير فريدريك ميلار   | 29 سبتمبر 1953 - 5 مايو 1955    |
| وصلة=\|حدود United States  | جون ج. ماكلوي         | 2 سبتمبر 1949 - 1 أغسطس 1952    |
| وصلة=\|حدود United States  | والتر ج. دونيلي       | 1 أغسطس 1952 - 11 ديسمبر 1952   |
| وصلة=\|حدود United States  | صموئيل ريبر (التمثيل) | 11 ديسمبر 1952 - 10 فبراير 1953 |
| وصلة=\|حدود United States  | جيمس براينت كونانت    | 10 فبراير 1953 - 5 مايو 1955    |